# Kyle Gibson (koszykarz)
Kyle Edward Gibson (ur. 22 maja 1987 w Los Angeles) – amerykański koszykarz, występujący na pozycji rzucającego obrońcy, obecnie zawodnik Brujos de Guayama.
W 2013 reprezentował Chicago Bulls podczas rozgrywek letniej ligi NBA w Las Vegas.
6 listopada 2020 dołączył do Śląska Wrocław. 2 czerwca 2021 został zawodnikiem portorykańskiego Brujos de Guayama.

## Osiągnięcia
Stan na 6 czerwca 2021, na podstawie, o ile nie zaznaczono inaczej.
NCAA
- Zaliczony do:
  - I składu defensywnego konferencji Western Athletic (WAC – 2010)
  - II składu konferencji WAC (2009, 2010)
- Lider konferencji WAC w liczbie:
  - celnych rzutów za 3 punkty (2009 – 76)
  - oddanych rzutów wolnych (2010 – 219)

Drużynowe
- Mistrz:
  - Ligi Adriatyckiej (2018)
  - Belgii (2016)
- Wicemistrz Czarnogóry (2018)
- Brązowy medalista mistrzostw Polski (2021)[6]
- Zdobywca:
  - pucharu:
    - Belgii (2016)
    - Czarnogóry (2018)

  - Superpucharu Belgii (2015)

Indywidualne
- Zaliczony do:
  - II składu debiutantów D-League (2012)
  - składu honorable mention:
    - D-League (2013)
    - turnieju NBA D-League Showcase (2013)